# Shinan (köping i Kina)
Shinan (kinesiska: 石南镇, 石南) är en köping i Kina. Den ligger i den autonoma regionen Guangxi, i den södra delen av landet, omkring 160 kilometer öster om regionhuvudstaden Nanning. Antalet invånare är 76862. Befolkningen består av 36 077 kvinnor och 40 785 män. Barn under 15 år utgör 20,0 %, vuxna 15-64 år 70 %, och äldre över 65 år 9,0 %.
Genomsnittlig årsnederbörd är 2 256 millimeter. Den regnigaste månaden är juli, med i genomsnitt 350 mm nederbörd, och den torraste är februari, med 47 mm nederbörd.